# Targelione
Targelione (in greco antico: Θαργηλιών?, Thargheliòn) era il nome dell'undicesimo mese del calendario attico nell'antica Grecia.

## Caratteristiche
Targelione andava dalla seconda metà di maggio alla prima metà di giugno circa. Il nome del mese era legato alle Targhelia (o Targelia o Targelie), feste in onore di Apollo e di Artemide che si svolgevano ad Atene.